# Grundschule Altkloster
Die Grundschule Altkloster ist mit über 450 im Schuljahr 2013/14 Schülern die größte Grundschule in Buxtehude und die fünftgrößte Grundschule Niedersachsens. Sie führte bereits 1985 eine Integrationsklasse ein und war so ein Vorreiter in Niedersachsen als Verlässliche Grundschule.

## Die Schule früher und heute
Im Jahre 1890 wurde die Grundschule Altkloster im ehemals eigenständigen Stadtteil Altkloster der Hansestadt Buxtehude, der auch gleichzeitig Namensgeber ist, als Volksschule gegründet. Anfang der 1970er Jahre wurde die Schule zu einer Grundschule umgewandelt.
Die Grundschule ist die einzige im Stadtteil Altkloster, zusätzlich gehören zum Einzugsgebiet die umliegenden Dörfer (Immenbeck, Ovelgönne, Ketzendorf, Eilendorf, Pippensen und Daensen), deren Schüler über den städtischen Busverkehr der KVG Stade befördert werden. Ende der 90er Jahre entstanden sowohl in Buxtehude wie auch in den umliegenden Orten Baugebiete, die der Schule durchgehend hohe Schülerzahlen bescherten.

## Integration als Pädagogisches Konzept
Bereits 1985 begann an der Grundschule Altkloster die gemeinsame Beschulung behinderter und nicht behinderter Kinder, zunächst unter wissenschaftlicher Begleitung der Universität Lüneburg. Dieses Projekt war eines der ersten dieser Art in Deutschland. Die Arbeit in der Integrationsklasse gab den Impuls für die Veränderung des Unterrichts. Teamarbeit und innere Differenzierung verbunden mit neuen Arbeitsmethoden wurden zum festen Bestandteil des Unterrichts der gesamten Schule.
Im Jahr 2001 wurde die Grundschule Altkloster, als Vorreiter in Niedersachsen, Verlässliche Grundschule. Mit den vielfältigen Arbeitsgemeinschaften werden die Schüler über die Unterrichtszeit hinaus in ihren spezifischen Begabungen und Interessen zusätzlich gefördert. Das Angebot wird durch die Zusammenarbeit mit zahlreichen außerschulischen Partnern ergänzt. Auf der Liste der Angebote stehen neben den obligatorischen Sportangeboten beispielsweise Chor, Computer, Geige, Gitarre, Freie Improvisation, Kochen, Plastisches Gestalten, Plattdeutsch für Kinder, Schach, Schattentheater, Schülerzeitung und Töpfern.
Vor diesem Hintergrund wurde zum Schuljahresbeginn 2005/06 dem Antrag auf Genehmigung einer Offenen Ganztagsschule entsprochen.

## Schulverein
Der Schulverein der Grundschule Altkloster wurde am 11. Februar 1975 gegründet. Aufgabe des Schulvereins ist die Einwerbung von Geldmitteln zur Anschaffung von Lehr- und Lernmitteln sowie sonstigem Schulbedarf, sowie zur Zusammenarbeit zwischen Lehrern, Eltern und Schülern im schulischen und außerschulischen Bereich beizutragen. Dazu gehört auch die Organisation des Nachmittagsangebotes und des Mittagstisches. Das Nachmittagsangebot ist in dieser Form einmalig in Niedersachsen, anders als an anderen Schulen werden die Betreuungskräfte nicht über den Schulträger oder andere staatliche Stellen eingestellt, sondern vom Schulverein.